# Isopterygium ambreanum
Isopterygium ambreanum är en bladmossart som beskrevs av Ferdinand François Gabriel Renauld och Jules Cardot 1897. Isopterygium ambreanum ingår i släktet Isopterygium och familjen Hypnaceae. Inga underarter finns listade i Catalogue of Life.